# Blanche Bingley
Blanche Bingley (Greenford, 3 november 1863 – Londen, 6 augustus 1946) was een tennisspeelster uit Engeland. Zij werd geboren in de Londense wijk Greenford, waar zij als jongedame lid was van de Ealing Lawn Tennis Club. Op 13 juli 1887 (een week na Wimbledon) trad zij in Greenford in het huwelijk met George Hillyard, later finalist in het mannendubbelspel op Wimbledon in 1888 en 1889.
Bingley nam deel aan het eerste Wimbledontoernooi voor vrouwen in 1884, waarin zij verloor van de latere winnares Maud Watson. Het jaar erop bereikte zij op Wimbledon de finale, maar weer moest zij haar meerdere erkennen in Maud Watson. Zij won de eerste van haar in totaal zes Wimbledon-titels in 1886 op 22-jarige leeftijd, door in de finale eindelijk revanche te nemen op Watson. In 1887 alsmede (inmiddels onder de naam Blanche Bingley-Hillyard) in 1888 verloor zij de finales van het tenniswonderkind Lottie Dod, maar in 1889 won zij haar tweede titel. Een derde titel volgde in 1894 na winst in de finale tegen Edith Austin. Haar laatste drie titels – in 1897, 1899 en 1900 – behaalde zij na winst in de finale tegen Charlotte Cooper van wie zij in 1898 in de finale verloor.
Bingley zette een record door dertien keer de finale van Wimbledon te bereiken.
In 1946 overleed Bingley-Hillyard in Londen op 88-jarige leeftijd. In 2013 werd zij opgenomen in de prestigieuze internationale Tennis Hall of Fame.

## Gewonnen grandslamtoernooien enkelspel
| jaar | toernooi      | tegenstandster in finale | score         |
| ---- | ------------- | ------------------------ | ------------- |
| 1886 | Wimbledon     | Maud Watson              | 6-3, 6-3      |
| 1889 | Wimbledon (2) | Helena Rice              | 4-6, 8-6, 6-4 |
| 1894 | Wimbledon (3) | Edith Austin             | 6-1, 6-1      |
| 1897 | Wimbledon (4) | Charlotte Cooper         | 5-7, 7-5, 6-2 |
| 1899 | Wimbledon (5) | Charlotte Cooper         | 6-2, 6-3      |
| 1900 | Wimbledon (6) | Charlotte Cooper         | 4-6, 6-4, 6-4 |